# 김선우 (1983년)
김선우(한국 한자: 金善友, 1983년 10월 17일 ~ )는 대한민국의 축구 선수이며 포지션은 공격수이다.

## 축구인 경력

### 선수 경력
2007년 인천 유나이티드에 입단하였으나 2시즌 간 리그 10경기 출전에 그쳤다. 2009년 창원시청 축구단으로 이적하였고 울산 현대미포조선을 거쳐 2011년 포항 스틸러스에 입단하며 K리그에 복귀하였다. 7월 22일 전 소속팀 인천과의 경기에서 결승골을 어시스트하였다. 2012년 포항에서 방출되었으며 이후 성남 일화와 계약했다.